# 查姓
查姓是中文姓氏之一，在《百家姓》中排名第397位。

## 姓氏起源
查姓的起源如下：
一、出自姜氏，炎帝后裔。春秋齐国齐顷公儿子被封于「楂」，后代以封邑作为姓氏，成为「楂姓」，后来去掉「木」字边旁，成为「查姓」。
二、出自羋姓。春秋楚国公族大夫封在查邑，后代以邑地名为姓氏。
三、出自姬姓，查继佐《罪惟录》认为本族出自姬姓，是伯禽的苗裔，周惠王时封于查，子爵，后以封地为氏。
四、出自外族與多民族後代專用的姓氏，一部分查氏家族最初來自東歐一帶，來自今烏克蘭及俄羅斯一帶的範圍，即前身基輔羅斯及基輔公國一帶的斯拉夫人｡此部分家族與日本人及其它歐美人通婚，遍布世界各地｡

## 地望分佈
- 齐郡，西汉初年改临淄郡为齐郡，即今山东省临淄區一带。
- 現今分佈於香港、臺灣、日本、美國、馬來西亞、越南、大韓民國、中華人民共和國、德國、法國、英國、加拿大、俄羅斯、烏克蘭、新加坡、泰國、菲律賓、荷蘭王國、西班牙王國、巴拿馬、巴西、阿根廷、義大利、南非共和國、澳大利亞、紐西蘭的地方機率最高

## 读音争议
成都有查姓家族将其姓发音作“chá”，而非通常的“zhā”。

## 延伸阅读
[在维基数据编辑]
 《百家姓》
 《欽定古今圖書集成·明倫彙編·氏族典·查姓部》，出自陈梦雷《古今圖書集成》